# 4866 Badillo
4866 Badillo eller 1988 VB3 är en asteroid i huvudbältet, som upptäcktes den 10 november 1988 av den japanske amatörastronomen Takuo Kojima i Chiyoda. Den är uppkallad efter Victor L. Badillo.
Asteroiden har en diameter på ungefär 13 kilometer och den tillhör asteroidgruppen Eos.